# Середовище типізації
Середовище типізації (англ. typing environment), або контекст типізації (англ. typing context) — поняття у теорії типів, що представляє зв'язок між іменами змінних і типами даних.
Формально кажучи, середовище {\displaystyle \Gamma } є множиною або впорядкованим списком пар {\displaystyle \langle x,\tau \rangle }, що зазвичай записується як {\displaystyle x:\tau }. Тут {\displaystyle x} — змінна, а {\displaystyle \tau } — її тип.
Судження
Γ ⊢ e: τ
читається як: «e має тип τ у контексті Γ».
У мовах програмування зі статичною типізацією такі середовища забезпечуються правилами виведення типів.

## Див.також
- Система типізації
- Теорія типів